# Cantón de Basilea-Ciudad
Basilea-Ciudad (BS, en alemán, Basel-Stadt; en francés, Bâle-Ville; en italiano, Basilea Città; en romanche, Basilea-Citad) es un cantón suizo. Tiene una población estimada, a fines de octubre de 2024, de 207 682 habitantes.

## Historia
El semicantón de Basilea-Ciudad existe desde 1833. Antes y después de su ingreso en la Confederación en 1501, el semicantón formaba junto con Basilea-Campiña un solo cantón, el cantón de Basilea.

## Geografía
El cantón de Basilea-Ciudad tiene una superficie total de 37 km² y es el más pequeño de todos los cantones suizos. Está situado en la frontera con Francia y Alemania, es atravesado por el río Rin, y al sur limita con el cantón de Basilea-Campiña.

## Economía
Las industrias química y farmacéutica son de gran importancia para el cantón; en la ciudad se encuentran las sedes de varias multinacionales, como Novartis y Hoffmann-La Roche. La banca es también un renglón importante en la economía de la ciudad, tanto como los servicios en general.
Económicamente, las dos regiones que limitan con Francia y Alemania no están separadas del área de Basilea-Ciudad, y buen número de personas cruzan la frontera cada día para trabajar, gracias a la colaboración entre los gobiernos de los diferentes países.

## Política
En el cantón se elige un representante para el Consejo de los Estados, que es el órgano que representa a los cantones.
La capital del cantón es la ciudad de Basilea. La constitución en vigor data de 2006.
El parlamento del cantón se llama Grosser Rat y tiene 100 miembros, elegidos por un período de cuatro años. En 2024 hay 12 partidos representados.
El poder ejecutivo del cantón lo ejerce el Regierungsrat y está compuesto por siete miembros que representan a cinco partidos políticos.

## Cultura
El carnaval de la ciudad de Basilea (Basler Fasnacht) es uno de los eventos culturales del año y uno de los más importantes de Suiza, pues atrae a decenas de miles de visitantes todos los años.
El cantón de Basilea es conocido por sus galletas: las Basler Läckerli están hechas de miel y harina y se consumen durante todo el año, mientras que las Basler Brunsli están hechas con almendras y no se comen más que en Navidad.

## Comunicaciones

### Terrestres
En Basilea empalman la autopista suiza A2 / A3 procedente de Lucerna/Zúrich con la autopista alemana A5 en dirección a Karlsruhe y Fráncfort del Meno, así como con la francesa A35 hacia Mulhouse y Estrasburgo. Las dos partes de la ciudad, llamadas Basilea Mayor y Basilea Menor, están unidas por cinco puentes urbanos y uno ferroviario que cruzan el Rin.

### Ferroviarias
Basilea dispone de tres estaciones de ferrocarril. La estación Basel SBB para las líneas nacionales hacia Zúrich, Berna/Lucerna y Delémont, así como las líneas internacionales hacia Alemania e Italia. En el mismo edificio se encuentra la estación Basel SNCF para las líneas a Mulhouse/París y Bruselas. La Estación Alemana (Badischer Bahnhof) se halla en la zona norte de la ciudad y en ella hacen parada todos los trenes que van y vienen desde y hacia Alemania, así como los que circulan por el lado alemán hacia Waldshut y Constanza.

### Aéreas
El Aeropuerto Internacional de Basilea-Mulhouse, inaugurado en 1953 como aeropuerto binacional, se llama actualmente Euroairport, pues comparte sus instalaciones y servicios entre Suiza, Francia y Alemania desde 1993. El aeropuerto se halla en un exclave en Francia y una carretera extraterritorial lo enlaza con la ciudad; la terminal del aeropuerto está dividida en dos zonas nacionales, suiza y francesa, respectivamente.

### Fluviales
Basilea cuenta con dos puertos fluviales. Desde la Edad Media ha sido una plaza importante para el intercambio de mercancías entre el Mediterráneo y el Mar del Norte. La distancia entre Basilea y Róterdam por el Rin se eleva a 832 km, que las embarcaciones actuales cubren en tres a cuatro días en dirección al mar, en tanto que tardan una semana remontando el río. Alrededor del 15% de las exportaciones suizas se realizan a través de los dos puertos renanos. Entre Basilea y Estrasburgo existe un canal paralelo al Rin que se construyó en el siglo XIX para evitar los reciales de Istein. De acuerdo con el Tratado de 1868, el tramo entre el mar y el puente de Basilea es considerado como aguas internacionales.

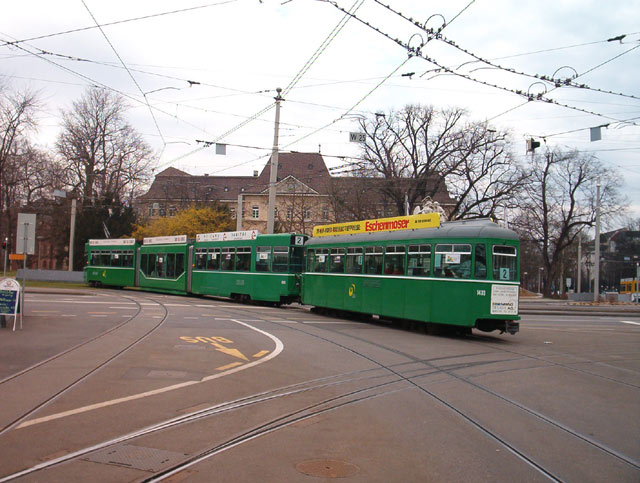
Tranvía de Basilea.

### Transporte público
La ciudad de Basilea está dotada de un eficiente sistema de transporte público. Los autobuses y tranvías urbanos están pintados de verde y circulan cada siete, quince o veinte minutos, dependiendo de la ruta.

## Comunas

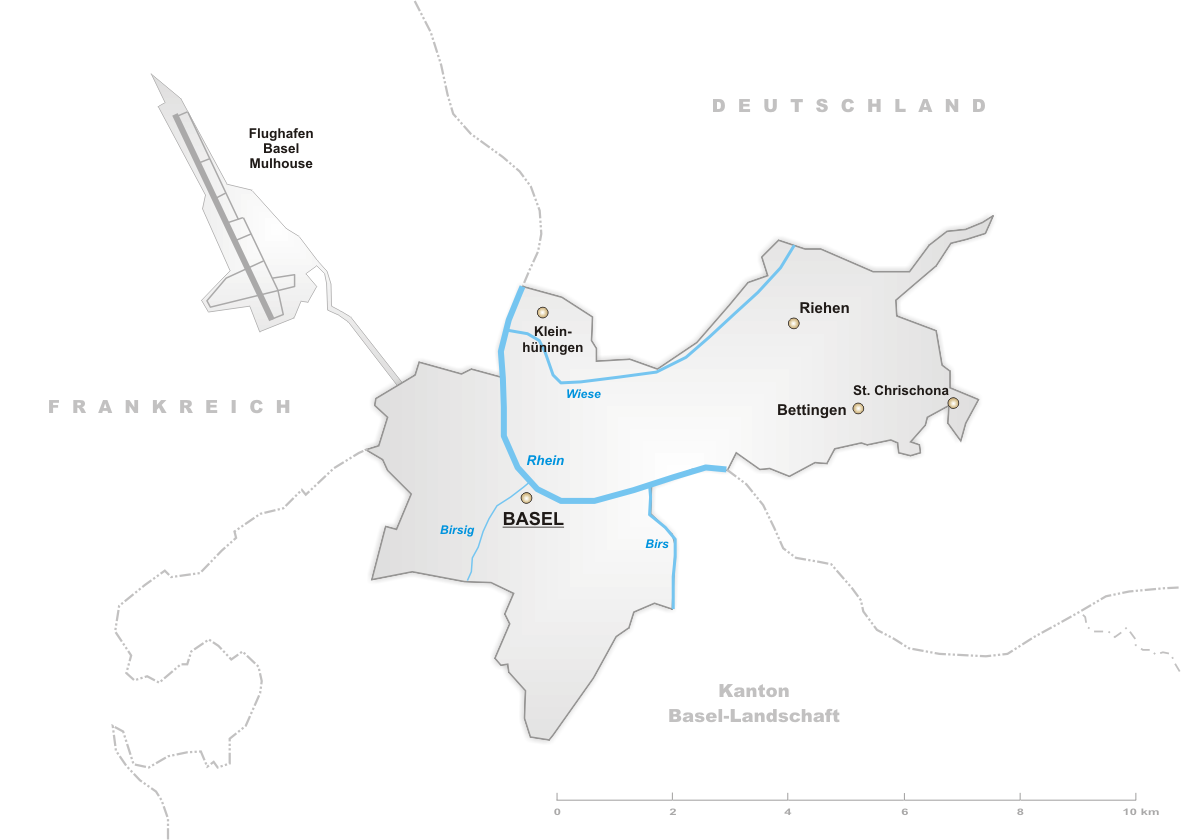
Semicantón de Basilea-Ciudad.

Basilea-Ciudad cuenta con tres comunas:
| Comuna    | Habitantes (31.12.2007) | Superficie en km² |
| --------- | ----------------------- | ----------------- |
| Basilea   | 163 521                 | 22,75             |
| Bettingen | 1179                    | 2,23              |
| Riehen    | 20 527                  | 10,87             |

## Población
Basilea-Ciudad cuenta con un gran número de residentes extranjeros, que se estiman en unos 55 000, lo que representa más o menos un 30% de la población.
Suizos (71,9%)
Ex Yugoslavia (5,9%)
Italia (5,3%)
Turquía (4,4%)
Alemania (3,4%)
España (2,1%)
Portugal (0,8%)
Francia (0,5%)
otros (5,7%)

### Idiomas
- Lengua materna (2000)
  - Alemán: 79,3 %
  - Italiano: 5,0 %
  - Francés: 2,5 %